# Heuchera merriamii
Heuchera merriamii är en stenbräckeväxtart som beskrevs av Alice Eastwood. Heuchera merriamii ingår i släktet alunrötter, och familjen stenbräckeväxter. Inga underarter finns listade i Catalogue of Life.